# 金髮

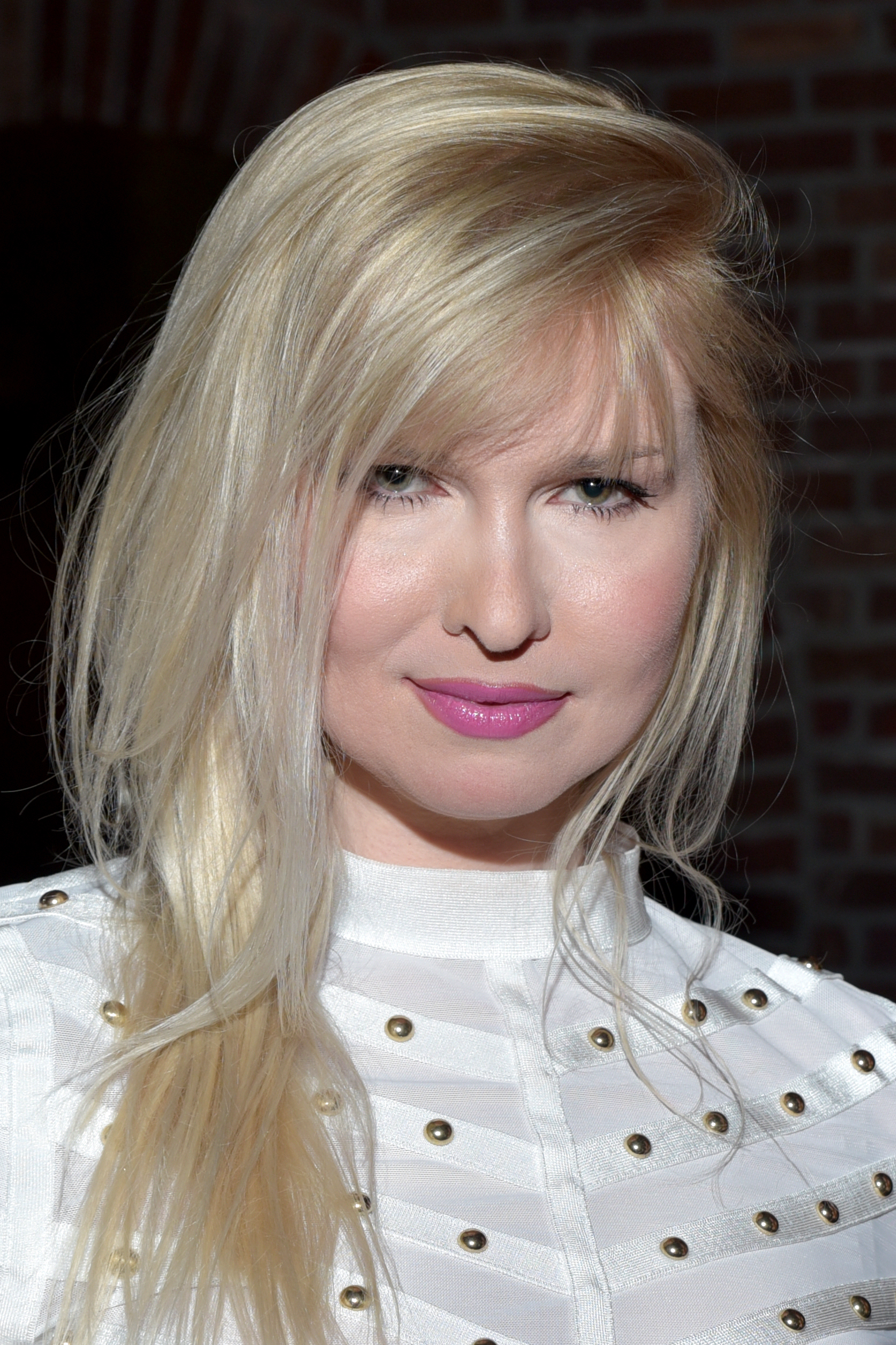
金髮

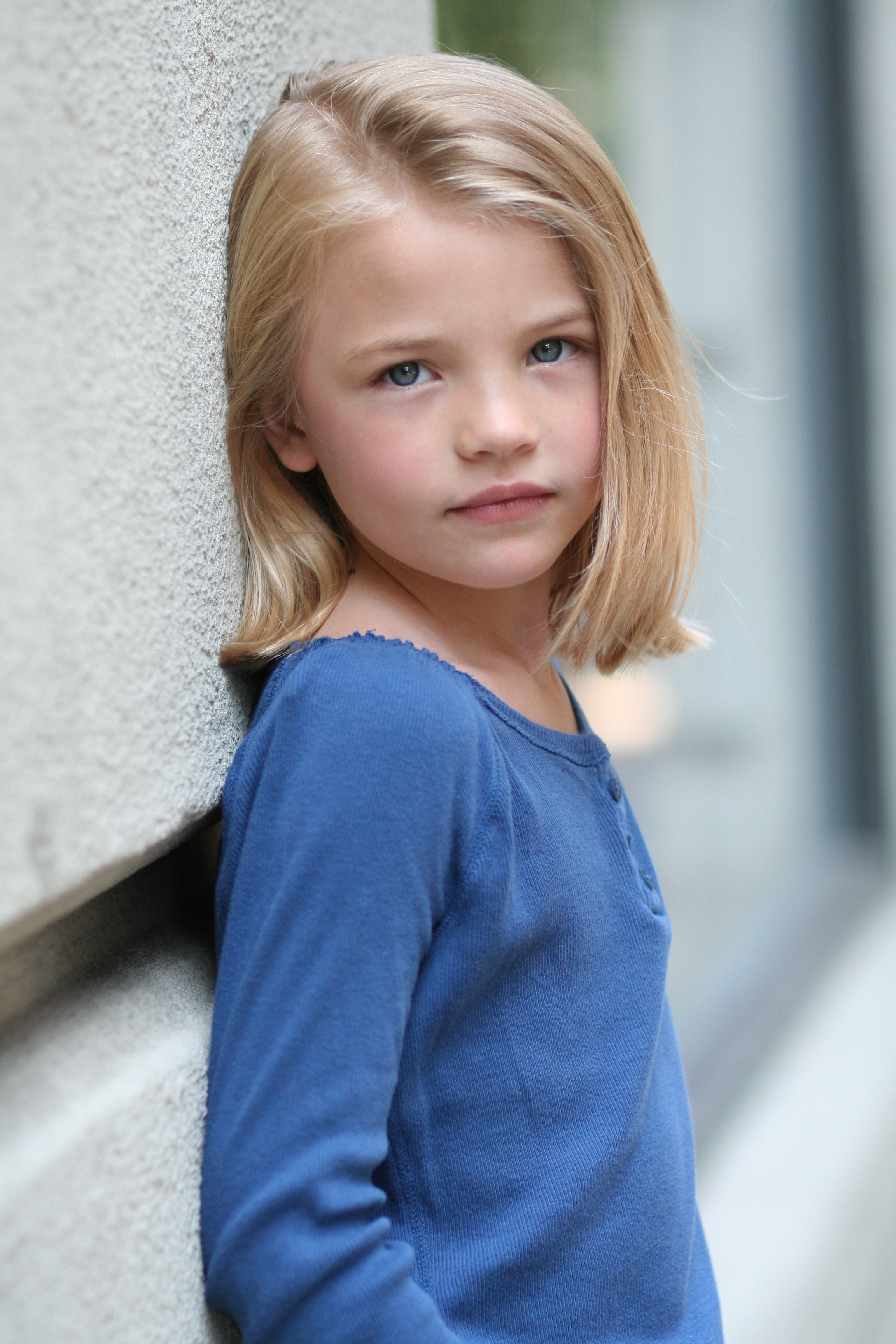
兒童演員兼模特兒露西·梅里厄姆（Lucy Merriam）的金髮

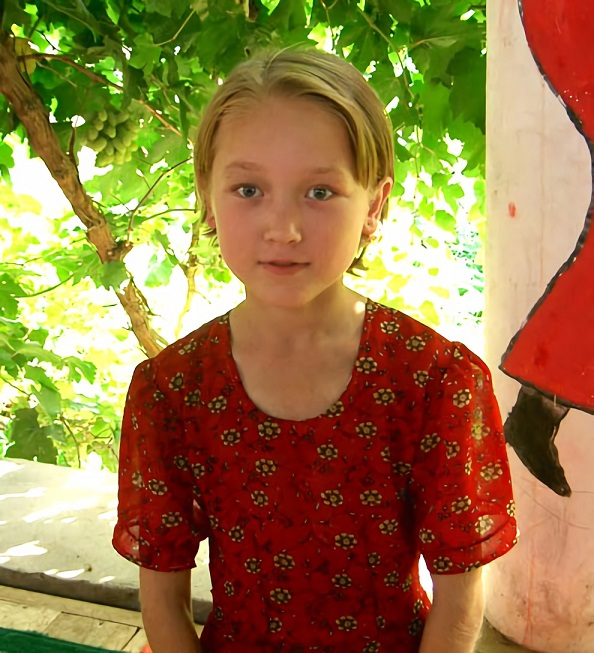
擁有自然金髮和內眥贅皮的維吾爾族女孩（攝於中國新疆吐魯番）

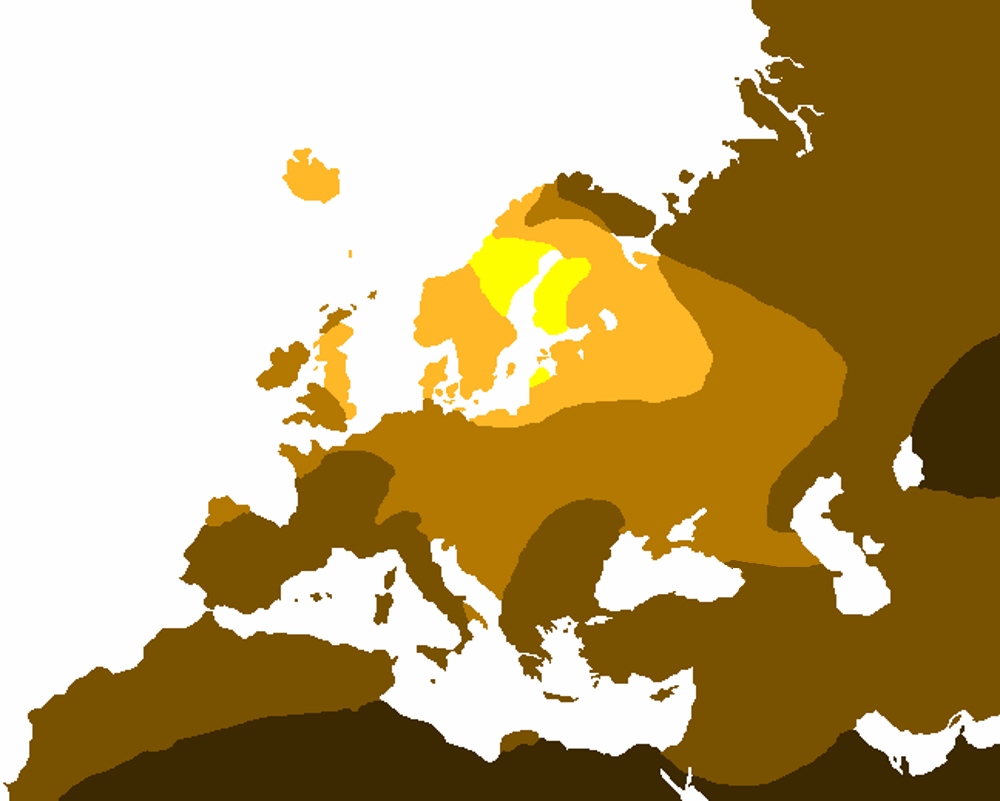
欧洲及周边地区金发的流行率:
80—100%
50—79%
20—49%
1—19%
不到 1%

金髮是指多種不同的髮色，範圍包括黃色到蒼白的淡色毛髮，可見於部分人類，亦有许多猫犬有金色毛发，及马类的尾毛等金色毛发，產生的原因，在於毛髮中顯現黑色的真黑色素（eumelanin）相對較為少量。有些真黑色素含量稍多的髮色，如紅髮或棕髮，也會因為色素分佈的不平均而出現部份的金髮。此外，由於男性賀爾蒙會使髮色黯沉，所以許多男性在青春期後金髮會逐漸趨於褐色。

## 起源

### 环境适应起源论
在科学文献中，对金发赖以出现的浅色基因在进化上产生原因的经典解释是：高纬度的北欧在某些季节裡严重缺乏日照，而人类是需要日照才能够合成足够的维生素D的；而浅色基因同时也可以使肤色更浅，并由此更好地触发维生素D的合成反应。这样对于高纬度地区的族群，有浅色基因的人由于合成维生素D的能力更强，就相对不容易因维生素D缺乏而患佝偻病，所以浅色基因就作为一种竞争优势被自然选择给选择下来了。高纬度地区也有少数族群有较深的髮色和肤色，比如因纽特人。经典理论对此的解释是，这些族群的饮食习惯显著倾向于海鲜，而海洋鱼类中有较高含量的维生素D，所以浅色基因在这些族群中并不成为竞争优势。

### 性选择起源论
根据科学家最新的研究，在远古北欧，由于长期危险狩猎活动使族群中男性死亡率高昂，导致了女多男少的局面，女性为了在择偶竞争中占据优势演化出金发，而金发基因因为更吸引男性而得到更广泛的繁殖。
在中世紀伊斯蘭世界，金髮女子也普遍被納入後宮。